# Anne-Marie Adiaffi
Anne-Marie Adiaffi est une écrivaine ivoirienne. Née, en 1951 et morte en 1994, elle devient célèbre en 1983 grâce à son roman Une vie hypothéquée,.

## Biographie
Née, le 21 mars 1951 à Abengourou à l'est de la Côte d'Ivoire, Adiaffi fait ses premières études dans son pays natal, avant d'étudier à Marseille, puis à Dakar où elle obtient un diplôme de secrétaire bilingue. Après avoir travaillé dans une banque, elle rejoint la maison d'édition Nouvelles éditions africaines en 1983.
Après son roman satirique Une vie hypothéquée, elle publie La ligne brisée en 1989, à propos d'un homme banni de son village après une malchance constante.
Elle meurt à Abidjan en 1994.